# Chavs: The Demonization of the Working Class
Chavs: The Demonization of the Working Class (traduïble com a "Xonis: La demonització de la classe obrera") és una obra literària de no ficció, escrita pel comentarista polític anglès Owen Jones i publicada per primera vegada l'any 2011. En ella s'hi debaten els estereotips d'algunes seccions de la classe obrera britànica (i de la classe obrera, en general) i l'ús del terme pejoratiu «chav». El llibre va rebre l'atenció de mitjans nacionals i internacionals, inclosa la selecció del crític Dwight Garner del The New York Times com un dels seus deu millors llibres de no-ficció del 2011 a la Guia de regals de vacances del diari i havent estat nominada durant un llarg temps al Premi The Guardian al Primer Llibre.
El llibre explora el context polític i econòmic conseqüent de l'alienació de la Gran Bretanya obrera. Fa referència a l'impacte de la política governamental des del govern de Margaret Thatcher i com s'ha utilitzat com a arma política per a privar de drets a la classe treballadora, desmantellar estructures socials de suport a la classe obrera, com els sindicats, i enfrontar-se les comunitats de la classe treballadora.